# Osvaldo Ulloa Sánchez
Osvaldo Fernando Ulloa Sánchez hijo de doña Lina Sánchez y Don Fernando Ulloa, nace el 21 de septiembre de 1954 en Santiago de Chile. 
Estudia en el Colegio Calasanz de los Padres Escolapios, luego estudiaría Prevención de riesgos y posteriormente pedagogía en Castellano en la Universidad De Santiago y un magíster en Literatura en la Universidad Católica de Chile. En 1982 viaja a Nicaragua a conocer la experiencia de los Talleres Populares de Poesía que lleva a cabo el entonces Ministro de Cultura y sacerdote Ernesto Cardenal. 
De vuelta en Chile participa en la actividad cultural contra la dictadura y es encarcelado y relegado a la localidad de Río Frío en la zona austral del país. Es miembro del Movimiento Contra la Tortura Sebastián Acevedo y junto a los sacerdotes José Aldunate, Mariano Puga y el Obispo Jorge Hourton organiza encuentros de Derechos Humanos, en la Institución que dirige hasta 1990, "el Centro Ecuménico Monseñor Oscar Romero." 
En el año 2004 el Comisión Valech lo reconoce como víctima política y tortura con el número 24735.
Es padre de cinco hijos,la mayor de las mujeres se llama libertad. Trabaja como profesor en diversas universidades del país impartiendo materias tan variadas cómo estética, teoría de los relatos, redacción periodística, semiótica, comunicación persuasiva, etcétera. 
pública diversos libros y dentro de los más destacados :
- "poemas a Naty"
- "que dirá la gente"
- "abrir los brazos para abrazar o volar"
- "poemas de amor" (libro para su esposa y compañera de vida Lita Hurtado)
- "manual de poesía"
- "manual de cuentos"

Se suicidó el 27 de julio de 2008 en Viña Del Mar y asisten a sus funerales gente del ámbito de la cultura y de la Sociedad De Escritores De Chile. Se realizan Actos en la capital y en Viña en el "Palacio Carrasco", lugar donde solía reunirse con escritores a los cuales impartía clases y grandes amigos como la escritora María Teresa Barros y miembros del círculo de escritores de la quinta región.www.poesias.cl/reportaje_o_ulloa.htm
- Datos: Q9053482